# Tacchi (fra le dita)
Tacchi (fra le dita) è un singolo della cantautrice italiana Sarah Toscano (accreditata come Sarah), pubblicato il 4 ottobre 2024.

## Descrizione
Il brano, scritto da Federica Abbate e Federico Olivieri, in arte Olly, è prodotto da ITACA, team fondato dal duo musicale Merk & Kremont, e Leonardo Grillotti, in arte Wolvs. Racconta le sensazioni che si provano quando un rapporto travolgente riesce ad innescare in chi lo vive pensieri ed emozioni contrastanti.

## Promozione
Il brano è stato anticipato dalla stessa cantautrice il 24 settembre 2024 attraverso i suoi profili social e presentato in anteprima il 29 settembre nel corso della prima puntata della ventiquattresima edizione del talent show Amici di Maria De Filippi. Successivamente lo ha eseguito il 4 ottobre in concomitanza all'uscita del brano presso il locale giapponese Ronin di Milano in presenza di diversi ospiti e il giorno seguente, il 5 ottobre, nel corso dell'evento musicale Rebel Revolution Fest presso il Parco Schuster di Roma. Il 19 ottobre la cantautrice ha eseguito il brano nel corso della prima puntata del programma musicale in onda su Rai 2 Playlist - Tutto ciò che è musica. Successivamente la cantautrice ha collaborato con il marchio d'abbigliamento Horda per lanciare sul mercato le sue felpe invernali firmate, accompagnate sul retro da una citazione del brano. Il 28 febbraio 2025 la cantautrice è stata ospite nella redazione di TV Sorrisi e Canzoni, dove ha eseguito in anteprima una versione acustica di Tacchi (fra le dita) insieme ad Amarcord, brano presentato in gara al 75º Festival di Sanremo.

## Video musicale
Il video musicale, diretto da Puro, è stato pubblicato in concomitanza all'uscita del brano attraverso il canale YouTube della cantautrice.

## Tracce
Testi di Federica Abbate e Federico Olivieri, musiche di Federico Mercuri, Giordano Cremona, Eugenio Maimone e Leonardo Grillotti.
Download digitale, streaming
1. Tacchi (fra le dita) – 2:46

Acoustic version
1. Tacchi (fra le dita) (acoustic version) – 2:46

7"
- Lato A

1. Amarcord – 3:03

- Lato B

1. Tacchi (fra le dita) – 2:46

## Formazione
- Sarah Toscano – voce
- Federico Mercuri – programmazione, produzione
- Giordano Cremona – programmazione, produzione
- Leonardo "Wolvs" Grillotti – programmazione, produzione